# Bre-X
Bre-X fue un grupo de compañías canadienses, Bre-X Minerals Ltd., en su mayoría, parte del Bre-X en Calgary, Canadá. Estuvo involucrado en un gran escándalo minero tras reportar que contaba con una gran mina de oro en Busang, Indonesia (Borneo). 
Bre-X compró el terreno en Busang en marzo de 1993 y en octubre de 1995 anunció que grandes cantidades de oro habían sido descubiertas, aumentando así su valor en la bolsa de valores, pasando de un centavo que costaban   inicialmente a 286.50 dólares (revalorizadas 28.000 veces) en mayo de 1996 en el Toronto Stock Exchange (TSE), llegando a capitalizar 6 mil millones de dólares canadienses.
Bre-X Minerals colapsó en 1997 tras demostrarse que las muestras de oro eran un fraude.